# Bandera Roja (Venezuela)
Bandera Roja (BR) es un partido político venezolano marxista-leninista de orientación antirrevisionista de carácter hoxhaísta. La organización surgió en 1970 como un frente guerrillero producto de una escisión del Movimiento de Izquierda Revolucionaria, quienes habían abandonado la lucha armada.
En el siglo XXI formó parte de la coalición opositora Mesa de la Unidad Democrática, siendo críticos de la denominada Revolución bolivariana impulsada por Hugo Chávez y que ahora lidera Nicolás Maduro. Fue parte activa y organizadora de las protestas en Venezuela de 2014 y las protestas de 2017.
Actualmente, las siglas electorales del partido están en disputa en el TSJ controlado por el gobierno de Nicolás Maduro: La dirección del partido está liderada por Gabriel Puerta Aponte, mientras que el ciudadano Pedro Celestino Veliz posee el control de la tarjeta del partido en la boleta electoral, otorgada por un fallo judicial.

## Historia

### Orígenes e ideología

Bandera Roja surgió tras separarse del Movimiento de Izquierda Revolucionaria (MIR) de Venezuela

Bandera Roja se formó el 20 de enero de 1970 por un grupo disidente del ala antirrevisionista del Movimiento de Izquierda Revolucionaria (MIR), que a su vez era una escisión del partido Acción Democrática (AD). Este último era el partido más importante en votos, que junto con COPEI, conformaba un bipartidismo pactado de forma institucional creado a través del llamado Pacto de Puntofijo. Tanto el Partido Comunista de Venezuela (PCV) como el MIR fueron en un principio ilegalizados y duramente perseguidos, pero luego el Gobierno de Rafael Caldera les permitió participar en elecciones.
En sus principios fue un frente guerrillero marxista-leninista revolucionario conocido como «Bandera Roja-Frente Américo Silva (BR-FAS)», cuyo principal radio de acción fueron algunas universidades públicas y liceos —centros de educación media— públicos de Venezuela.
En el aspecto ideológico Bandera Roja representó, en sus orígenes, la línea más dura del marxismo-leninismo, en un principio con ideología común con el Partido Albanés del Trabajo de Enver Hoxha, cercano a las políticas del difunto dirigente soviético Iósif Stalin. Después, sus teoría y práctica le colocaron más cerca de otras agrupaciones de extrema izquierda venezolanas residuales de la lucha armada,[cita requerida] como la Organización de Revolucionarios (OR) liderada por Jorge Rodríguez, Julio Escalona y Marcos Gómez y su fachada legal: la Liga Socialista, entre otros.

### Organización guerrillera
Bandera Roja protagonizó varias acciones guerrilleras contra el Ejército en el Oriente del país mediante su Frente Guerrillero Antonio José de Sucre, el cual fue una agrupación de cerca de 60 hombres y mujeres en armas en las montañas y llanos de Oriente de Venezuela (los estados Monagas y Estado Anzoátegui). Sus máximos líderes fueron Carlos Betancourt, Tito González Heredia, Américo Silva y Gabriel Puerta Aponte. Debido a sus actividades subversivas (secuestro de varios empresarios como Enrique Dao y Carlos Domínguez, la voladura del gasoducto de Anaco así como el intento de secuestro del integrante de AD Gonzalo Barrios), Puerta Aponte fue arrestado en 1973 por la DISIP y confinado en el Cuartel San Carlos. 
El 18 de enero de 1975 llevó a cabo, junto al PRV-FALN, una operación en la cual, mediante un túnel de 70 metros de largo y 60 centímetros de ancho, se fugaron 23 presos políticos de ambas agrupaciones guerrilleras que estaban detenidos en el Cuartel San Carlos en el Norte de Caracas. Entre ellos staban: William José Álvarez Blanco (del FALN); Gabriel Puerta Aponte (de BR); Carlos Leonardo Araque Carcamo (de BR); Argenis Betancourt (BR); Carlos Efraín Betancourt (BR); Vicente Antonio Contreras Duque (BR); Marco Tulio Croquer Horace (BR); Antonio Chang López (BR); José Asdrúbal Guzmán Cordero (BR); Marco Antonio Ludeña Arocha (BR); Jesús Arnaldo Marrero Romero (BR); Ramón Elías Morales Rossi (FALN), Quintín Ramón Moya Sánchez (FALN); y Francisco Prada Barazarte (BR).

#### Primera división
La organización perdió el Frente Guerrillero y sufrió una primera división en marzo de 1976 dividiéndose la Comandancia y quedando Puerta Aponte y Tito González con el partido como tal y los frentes vecinales y obreros y Carlos Betancourt con el brazo armado creando un movimiento paralelo denominado "Bandera Roja - Marxista Leninista" cuyas siglas fueron BR-ML fue de poca vida pues se auto-disolvió a raíz del desmantelamiento parcial sufrido por la policía política venezolana, la DISIP.
BR reconstruyó el aparato militar y fundó el frente guerrillero "Américo Silva" cuya primera operación fue la liberación de varios cuadros militares presos en la Cárcel de La Pica en agosto de 1977.

#### Masacre de Cantaura
A principios de 1982, el frente guerrillero se encontraba en una situación de euforia, después de obtener varias victorias militares, como la toma de San Antonio de Maturín, San Félix de Caicara, la Alcabala de Santa María de Ipire (enero de 1982). En esa época el Frente Americo Silva (FAS) imprimió a la lucha armada un carácter muy violento. Por ejemplo, en el enfrentamiento de Barbacoas, donde causó varias bajas al Ejército entre muertos y heridos y un agente de la DISIP que fue capturado y posteriormente liberado. La toma de los pueblos de Santa Inés y Bergantín daba muestra de la disposición de lucha de ese grupo.
A finales del mes de septiembre de 1982, la guerrilla se estableció en el campamento donde se produjo posteriormente el enfrentamiento, fue el mismo sitio utilizado años atrás como refugio de los fugados del Cuartel San Carlos.
La acción comenzó a las 5:45 de la madrugada del 4 de octubre de 1982. Las Fuerzas de Seguridad del Estado hicieron un clásico operativo de cerco en acción combinada por tierra y aire. Una vez ubicado el foco guerrillero colocan en los sitios estratégicos de los alrededores, emboscadas distribuidas en forma de semi-luna, formando varios anillos, luego se inició el ataque con la fuerza área bombardeando con aviones Canberra y ametrallando con aviones de observación Bronco OV-10 de forma intensa. En este primer asalto, el FAS sufre seis heridos sin haber muerto ningún combatiente.
Durante dos días de combate la guerrilla cae en diez emboscadas, con un saldo de 23 muertos y varios heridos leves y queda fraccionada definitivamente en tres grupos, cada uno de los cuales trata de romper el cerco por vías distintas. El grupo que rompe primero el cerco es liderado por Alirio Quintero Paredes y otro grupo liderado por Alejandro Velásquez Guerra lo consigue más tarde.
Lograron escapar cerca de una veintena de guerrilleros, de los cuales muy pocos quisieron reconstituir el FAS posteriormente. Todo el grueso de la Comandancia del Frente había muerto en el enfrentamiento. Algunos de los capturados fueron asesinados a quema ropa, a las mujeres les mutilaron los senos a otros los descuartizaron o fueron rematados por los organismos de seguridad del Estado Venezolano. Dentro de ese grupo hubo sobrevivientes como Alejandro Velásquez Guerra, que más tarde narrarían lo sucedido en el sitio.
Los mandos y combatientes muertos en la masacre de Cantaura fueron: 
| - Roberto Antonio Rincón Cabrera, (alias Sergio y El Catire, Primer Comandante); - Enrique José Márquez Velásquez (alias Florencio, Segundo Comandante); - Emperatriz Guzmán Cordero, (alias Sonia o Chepa, Tercer Comandante); - Sor Fanny Alfonzo Salazar (alias Patricia y Pat, Miembro de la Comandancia); - Carlos Jesús Arzola Hernández; | - José Miguez Nuñez, (alias Rivas y El Españolito); - Mauricio Tejada Carmen Rosa García, (alias Rosi); - Ildemar Lorenzo Morillo; - Carlos Alberto Sambrano Mira; - María Luisa Estévez Arranz (alias Natalia); - Antonio María Echegarreta Hernández; - Beatriz del Carmen Jiménez, (alias Maira); | - Baudilio Valdemar Herrera Veracierta; - Jorge Luis Becerra Navarro, (alias Gilberto); - Eumennedis Ysoida Gutiérrez Rojas, (alias Heydy); - Diego Alfredo Alfonso Carrasquel; - Luis José Gómez; Eusebio Martel Daza (alias Domingo); - Rubén Alfredo Castro Batista; - Nelson Antonio Pacín Collaso; - Julio César Farías Mejías y - José Isidro Zerpa Colina. |

#### Últimos años como guerrilla
En los años posteriores, Bandera Roja se dio una auto-tregua, quedando limitada su existencia a las universidades, liceos de Educación Media y sindicatos en Guayana, Valencia y Miranda, reconstruyendo el "Frente Américo Silva" únicamente para prestar adiestramiento a sus militantes, con algunas funciones operativas, y concentrando fuerzas en organizaciones pro la libertad de los presos políticos, disolviendo fachadas legales como los Comités de Luchas Populares (CLP) y organismos gremiales como la Federación Regional de Educación Media (FREM) de Caracas. En 1987 el ministro del Interior José Ángel Ciliberto los acusó de estar detrás de las protestas ocurridas por el Marzo merideño.

Unión de Jóvenes Revolucionarios, organización juvenil de Bandera Roja

Finalmente en mayo de 1994, después de un cambio en la realidad política Venezuela la militancia del partido decide cambiar la estrategia y decide disolver el frente guerrillero y varias columnas de exguerrilleros bajaron de la montaña para en un acto simbólico entregar las armas y se pacifican. A partir de este momento, Bandera Roja acentúa su trabajo político en sus dos frentes legales, los cuales usaba para captar cuadros y militantes, eran estos la Unión de Jóvenes Revolucionarios (UJR), y el Movimiento por la Democracia Popular (MDP). De estas fachadas salió la segunda división de Bandera Roja el año 1992 cuando una buena cantidad de sus cuadros desertaron hacia la Coordinadora Nacional Revolucionaria (CNR) cuyo brazo estudiantil, el Movimiento Juvenil Ezequiel Zamora (MJEZ) dirigía una pequeña parte del trabajo de Bandera Roja en los institutos de educación media. La diferencia fundamental era su desacuerdo con la participación en la planificación con militares en la organización de las insurrecciones fallidas del 4 de febrero y 27 de noviembre de 1992. Las personas que conformaron esta división son los que principalmente se unieron posteriormente al Movimiento V República (MVR) y apoyan al gobierno de Hugo Chávez. Al contrario de Bandera Roja que no participa en esas elecciones porque considera que ningún candidato representa los cambios y transformaciones que quiere el pueblo venezolano.
Bandera Roja formó parte fundamental en la planificación y organización de los dos levantamientos cívico-militares sucedidos en 1992 contra el entonces presidente Carlos Andrés Pérez, y en los que participó el fallecido teniente coronel Hugo Chávez.

### Partido político legal

Bandera del Movimiento Democrático Popular (MDP).

Su primer antecedente como partido legal es su aparición como Movimiento Democrático Popular en las elecciones presidenciales de 1993, cuando con la candidatura de Gabriel Puerta Aponte por la tarjeta de MDP obtuvo 3 746 votos (0,07 %).
El 18 de abril de 1996 fue detenido en su casa por la DISIP Antonio Espinoza de Bandera Roja, quien estuvo incomunicado. Amnistía Internacional denunció que a la familia de Espinoza se le había negado información sobre su detención.
En las elecciones presidenciales de 1998 se conforma como agrupación política legal y deciden participar apoyando con su tarjeta al candidato Gabriel Puerta Aponte. Bandera Roja aunque mantiene su ideología marxista-leninista, se opuso desde el primer momento al gobierno de Chávez catalogándolo de revisionista y reformista (que ha declarado reiteradamente ser socialista), se unió a la coalición opositora llamada Coordinadora Democrática, participando en acciones políticas opositoras al partido de Hugo Chávez. En este sentido, la organización aclaró que la unidad con sectores socialdemócratas se debe a que consideran a Chávez un falso comunista y un engaño al pueblo venezolano.
En agosto de 2006 la organización anunció para las elecciones presidenciales del 3 de diciembre su apoyo a Manuel Rosales (líder del partido socialdemócrata Un Nuevo Tiempo, y gobernador del estado Zulia) que era el candidato de buena parte de los partidos de oposición, pero no pudo impedir la reelección de Chávez.
Algunos de sus exintegrantes se organizaron en torno a una nueva organización Vanguardia Popular.
En las elecciones parlamentarias, realizadas en septiembre de 2010, Bandera Roja obtuvo 67 563 votos, lo que representa el 0,60 % de los votos válidos y lo convierte en el decimoquinto partido venezolano más votado, y a la vez lo convierte en el undécimo partido de la coalición opositora Mesa de la Unidad (MUD), al representar el 1,26 % de los votos de la misma.
Formó parte de la Mesa de la Unidad Democrática, coalición conformada por partidos conservadores, de derecha, y socialdemócratas, y como tal ha apoyado las candidaturas a la presidencia de Venezuela de Henrique Capriles Radonski. Sin embargo, el 6 de septiembre de 2014, anunció su separación por considerar que esta organización no representaba las verdaderas necesidades de los ciudadanos.
El partido fue intervenido en dos ocasiones por decisiones del Tribunal Supremo de Justicia: la primera el 15 de mayo del 2013, cuando es nombrado una junta ad-hoc liderado por Pedro Celestino Veliz, desconociendo una asamblea interna del partido en la que Gabriel Puerta Aponte fue reelecto como secretario general; mientras que el 13 de agosto del 2020, autoriza a Veliz para postular candidatos a las elecciones parlamentarias de ese año. El 27 de mayo del 2021, el partido intervenido fue habilitado para participar en las elecciones regionales que se celebraran este año. Actualmente, esta facción del partido forma parte de la coalición Alianza Democrática.
En julio de 2022 los sindicalistas Alcides Bracho, Alonso Meléndez, Emilio Negrín, Gabriel Blanco, Néstor Astudillo y Reynaldo Cortés fueron detenidos arbitrariamente, 4 de ellos militantes de Bandera Roja, al año siguiente se les condenaron a largas penas de prisión. El secretario general juvenil del partido John Álvarez fue detenido en 2023 y obligado a grabar un video incriminando a los 6 sindicalistas, siendo víctima de torturas durante su detención.

## Fundadores de Bandera Roja
Entre sus fundadores se encuentran:
- Américo Silva, caído en combate en 1972.
- Jesús Márquez Finol, caído en combate en 1973.
- Vicente Contreras Duque, caído en combate en 1977.
- Tito González Heredia, asesinado en 1977.
- Carlos Betancourt.
- Pablo Parra Hernández.
- Manuel González Meyer.
- Gabriel Puerta Aponte.

## Resultados electorales

### Presidenciales
|  | 0.07 % |

|  | 0.26 % |

|  | 37,52 % |

|  | 0.16 % |

|  | 36.91 % |

|  | 44.31 % |

|  | 49.12 % |

|  | 67.08 % |

|  | 0.08 % |

|  | 0.89 % |

### Regionales
| Año  | Votos | % | Gobernadores | +/- | Alcaldías | +/- |
| ---- | ----- | - | ------------ | --- | --------- | --- |
| 2021 |       |   | 0/23         |     | 0/335     |     |